# Bloody Friday
Bloody Friday o Divendres sagnant és el nom que rep el 21 de juliol de 1972 a Irlanda del Nord a causa de les vint-i-sis bombes col·locades per l'IRA Provisional a Belfast.

## Causes
1972 va ser un any especialment violent dins el conflicte nord-irlandès, amb massacres com les del Diumenge Sagnant (del qual pren el nom aquesta diada) i diversos intents infructuosos d'establir la pau entre els bàndols enfrontats. Al juny van iniciar-se converses secretes entre membres de l'IRA i el govern britànic durant les quals es va decretar un alto al foc, però van fracassar. La resposta de l'IRA va ser organitzar un seguit d'atemptats amb bombes a l'àrea comercial de Belfast per demostrar la seva força.

## Bombes
Brendan Hughes va ser l'encarregat de coordinar l'explosió de vint-i-sis bombes en menys d'hora i mitja. La majoria d'elles estaven dins de cotxes aparcats que es van fer detonar a distància. Els artefactes van ser col·locats en llocs molt cèntrics per tal d'incrementar el seu impacte.
En concret van esclatar bombes als següents punts, per ordre cronològic (en algun lloc es va col·locar més d'una bomba):
1. Estació d'autobusos de Smithfield
2. Brookvale Hotel
3. Estació de trens de York Road
4. Parada de taxis de Crumlin Road
5. Parada d'autobús d'Oxford Street
6. Estació de trens de Great Victoria Street
7. Oficina de l'Ulster Bank
8. Estació de trens de Botanic Avenue
9. Queen Elizabeth Bridge
10. Molls
11. Oficines de la companyia de gas a Ormeau Avenue
12. Garmoyle Street
13. Agnes Street
14. Pont de la carretera M2
15. Benzinera de Upper Lisburn Road
16. Subestació elèctrica de Salisbury Avenue
17. Pont de Finaghy Road North
18. Pas de vianants de l'estació de Windsor Park
19. Eastwood's Garage
20. Stewartstown Road
21. Cavehill Road
22. Vies de tren properes a Lisburn Road
23. Grosvenor Road

Les explosions van crear el pànic a la ciutat i van cremar edificis i infraestructures diverses. Van ser col·locades per l'anomenada Brigada de Belfast de l'IRA, el comando més nombrós de l'organització.

## Conseqüències
Les bombes van provocar onze morts i 130 ferits greus. Per la part britànica es va llançar en represàlia l'Operació Motorman per agafar el control de diverses zones abans en poder de l'IRA. Durant els dies posteriors van tenir lloc diversos atacs de lleialistes a comerços i cases catòliques. El parlament anglès va emetre un comunicat de condemna que se sumava a les mostres de rebuig internacional.
L'IRA va admetre que l'operació va causar més morts dels previstos i van lamentar els atemptats en un comunicat llegit als 30 anys de la massacre. Tanmateix van assegurar que havien avisat amb antelació de la ubicació de les bombes perquè les autoritats desallotgessin les àrees afectades i que no pretenien afectar civils innocents. La reacció a aquests avisos roman polèmica. L'IRA afirmà que es van ignorar de manera deliberada els avisos (només es van evacuar algunes de les àrees anteriorment esmentades) per motius estratègics, mentre que la Royal Ulster Constabulary (policia) i membres de l'exèrcit van declarar que no van tenir temps d'actuar donat l'escàs interval temporal entre les bombes (algunes van esclatar amb menys de cinc minuts de diferència) i que fins i tot quan havien mogut la gent a una zona resultava ser objectiu d'un altre explosiu.